# Ronde van Frankrijk 2013/Twaalfde etappe

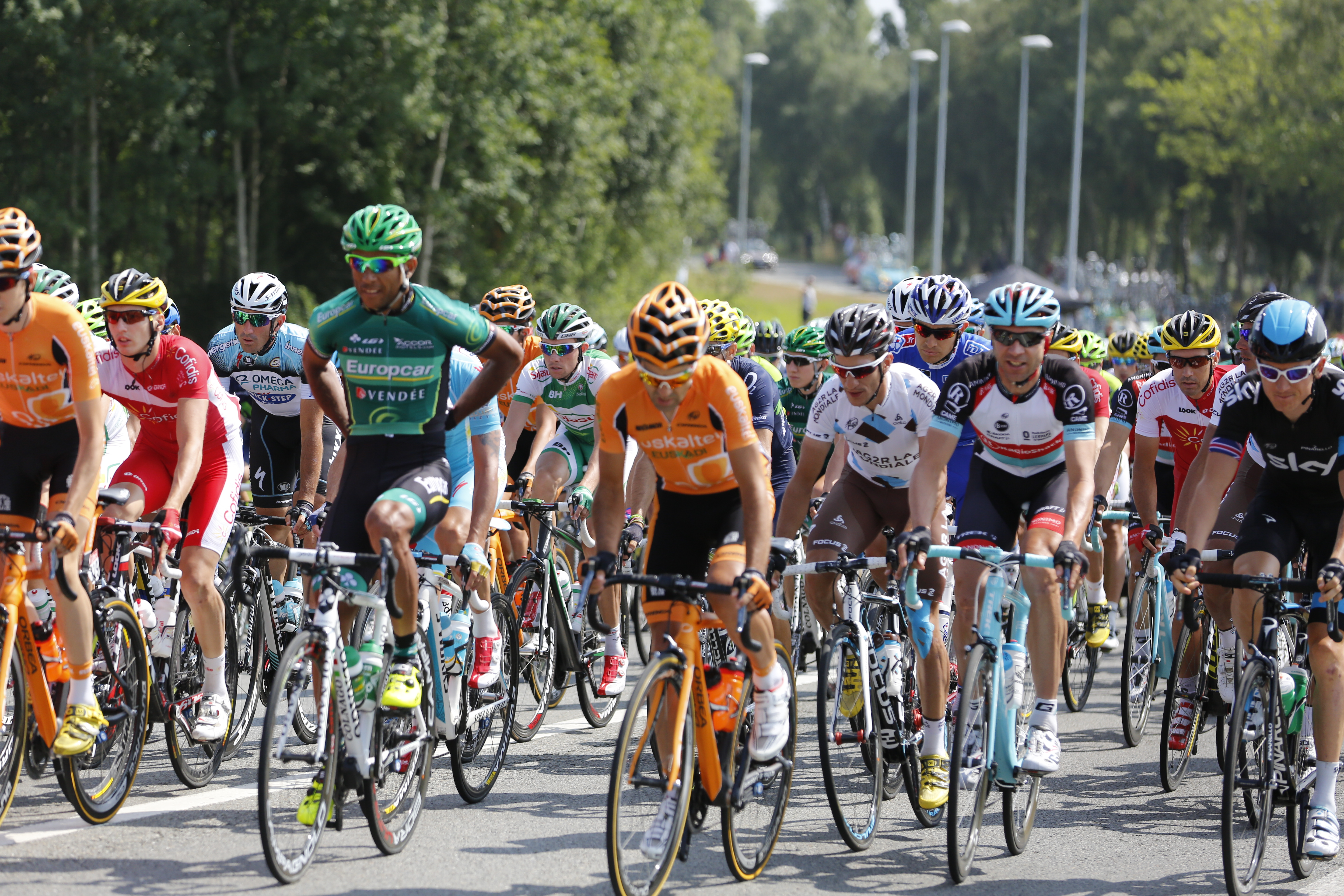
Het peloton tijdens etappe 12

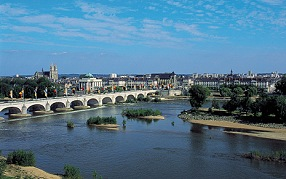
Tours

De twaalfde etappe van de Ronde van Frankrijk 2013 werd verreden op donderdag 11 juli 2013 over een afstand van 218 kilometer van Fougères naar Tours.

## Parcours
Het is een vlakke rit zonder beklimmingen. Op 166 km is er een tussensprint in Savigné-sur-Lathan.

## Verloop
Net zoals in de vorige vlakke etappes gingen direct na de start al een aantal renners in de aanval. De vijf vluchters van de dag waren Francesco Gavazzi, Romain Sicard, Manuele Mori, Juan Antonio Flecha en Anthony Delaplace. Hun voorsprong liep op tot ruim acht minuten, waarna de sprintersploegen in het peloton de achtervolging inzetten. Sicard kon het tempo dat Flecha en Gavazzi voor de tussensprint maakten niet bijhouden en moest lossen.
Flecha en Gavazzi ontsnapten uit de kopgroep op het moment dat deze werd ingelopen door het peloton. Even later liet ook Gavazzi zich terugvallen, en bleef Flecha alleen over. Hij wist nog enige tijd vooruit te blijven, maar 6 kilometer voor de finish werd ook hij ingerekend. Bij een val 2.5 kilometer voor de finish werd onder meer André Greipel opgehouden, en bleef een eerste deel van het peloton met ongeveer 30 man over. Omdat de val in de laatste 3 kilometer plaatsvond, had dit geen gevolgen voor het algemeen klassement. Edvald Boasson Hagen brak zijn schouderblad in deze val, en startte daarom de volgende etappe niet. Cavendish leidde de sprint, maar werd op de streep geklopt door Marcel Kittel.

### Tussensprint
| Tussensprint Savigné-sur-Lathan na 166 km |                     |        |
| Plaats                                    | Naam                | Punten |
| Winnaar                                   | Francesco Gavazzi   | 20     |
| 2                                         | Juan Antonio Flecha | 17     |
| 3                                         | Manuele Mori        | 15     |
| 4                                         | Anthony Delaplace   | 13     |
| 5                                         | Romain Sicard       | 11     |
| 6                                         | Mark Cavendish      | 10     |
| 7                                         | André Greipel       | 9      |
| 8                                         | Peter Sagan         | 8      |
| 9                                         | Kris Boeckmans      | 7      |
| 10                                        | Greg Henderson      | 6      |
| 11                                        | Gert Steegmans      | 5      |
| 12                                        | Jürgen Roelandts    | 4      |
| 13                                        | David López García  | 3      |
| 14                                        | Peter Kennaugh      | 2      |
| 15                                        | Sérgio Paulinho     | 1      |

## Uitslagen
| Rituitslag Fougères - Tours (218 km) |                    |                        |          |
| Plaats                               | Naam               | Ploeg                  | Tijd     |
| Winnaar                              | Marcel Kittel      | Argos-Shimano          | 4u49'49" |
| 2                                    | Mark Cavendish     | Omega Pharma-Quickstep | z.t.     |
| 3                                    | Peter Sagan        | Cannondale             | z.t.     |
| 4                                    | Alexander Kristoff | Katjoesja              | z.t.     |
| 5                                    | Roberto Ferrari    | Lampre-Merida          | z.t.     |
| 6                                    | Daryl Impey        | Orica-GreenEdge        | z.t.     |
| 7                                    | José Joaquín Rojas | Team Movistar          | z.t.     |
| 8                                    | Yohann Gène        | Team Europcar          | z.t.     |
| 9                                    | Juan José Lobato   | Euskaltel-Euskadi      | z.t.     |
| 10                                   | Samuel Dumoulin    | AG2R-La Mondiale       | z.t.     |
|                                      |                    |                        |          |
| 12                                   | Gert Steegmans     | Omega Pharma-Quickstep | z.t.     |
| 25                                   | Koen de Kort       | Argos-Shimano          | z.t.     |

| Strijdlustigste renner |                     |                 |
|                        | Naam                | Ploeg           |
|                        | Juan Antonio Flecha | Vacansoleil-DCM |

## Klassementen
| Algemeen Klassement |                        |                        |           |
| Plaats              | Naam                   | Ploeg                  | Tijd      |
| Gele trui           | Chris Froome           | Sky ProCycling         | 47u19'13" |
| 2                   | Alejandro Valverde     | Team Movistar          | + 3'25"   |
| 3                   | Bauke Mollema          | Belkin Pro Cycling     | + 3'37"   |
| 4                   | Alberto Contador       | Team Saxo-Tinkoff      | + 3'54"   |
| 5                   | Roman Kreuziger        | Team Saxo-Tinkoff      | + 3'57"   |
| 6                   | Laurens ten Dam        | Belkin Pro Cycling     | + 4'10"   |
| 7                   | Michał Kwiatkowski     | Omega Pharma-Quickstep | + 4'44"   |
| 8                   | Nairo Quintana         | Team Movistar          | + 5'18"   |
| 9                   | Rui Costa              | Team Movistar          | + 5'37"   |
| 10                  | Jean-Christophe Péraud | AG2R-La Mondiale       | + 5'39"   |
|                     |                        |                        |           |
| 19                  | Maxime Monfort         | RadioShack-Leopard     | +10'16"   |

| Ploegenklassement |                    |            |
| Plaats            | Ploeg              | Tijd       |
|                   | Team Movistar      | 141u17'14" |
| 2                 | Team Saxo-Tinkoff  | + 4'34"    |
| 3                 | Belkin Pro Cycling | + 6'06"    |
| 4                 | AG2R-La Mondiale   | + 11'53"   |
| 5                 | RadioShack-Leopard | + 16'03"   |
| 6                 | Euskaltel-Euskadi  | + 19'25"   |
| 7                 | Team Katjoesja     | + 23'25"   |
| 8                 | BMC Racing Team    | + 32'58"   |
| 9                 | Team Garmin-Sharp  | + 33'33"   |
| 10                | Sky ProCycling     | + 44'00"   |

## Nevenklassementen
| Puntenklassement |                  |                        |        |
| Plaats           | Naam             | Ploeg                  | Punten |
| Groene trui      | Peter Sagan      | Cannondale             | 307    |
| 2                | Mark Cavendish   | Omega Pharma-Quickstep | 211    |
| 3                | André Greipel    | Lotto-Belisol          | 195    |
|                  |                  |                        |        |
| 10               | Danny van Poppel | Vacansoleil-DCM        | 87     |
| 15               | Thomas De Gendt  | Vacansoleil-DCM        | 63     |

| Bergklassement |                 |                    |        |
| Plaats         | Naam            | Ploeg              | Punten |
| Bolletjestrui  | Pierre Rolland  | Europcar           | 49     |
| 2              | Chris Froome    | Sky ProCycling     | 33     |
| 3              | Richie Porte    | Sky ProCycling     | 28     |
|                |                 |                    |        |
| 8              | Thomas De Gendt | Vacansoleil-DCM    | 14     |
| 16             | Bauke Mollema   | Belkin Pro Cycling | 8      |

| Jongerenklassement |                    |                        |           |
| Plaats             | Naam               | Ploeg                  | Tijd      |
| Witte trui         | Michał Kwiatkowski | Omega Pharma-Quickstep | 47u23'57" |
| 2                  | Nairo Quintana     | Team Movistar          | + 34"     |
| 3                  | Romain Bardet      | AG2R-La Mondiale       | + 6'53"   |
|                    |                    |                        |           |
| 10                 | Tom Dumoulin       | Argos-Shimano          | +41'28"   |
| 29                 | Sep Vanmarcke      | Belkin Pro Cycling     | +1u46'21" |